# Alexandre Pankratov-Tcherny
Pour les articles homonymes, voir Pankratov et Tcherny.
Alexandre Pankratov-Tchiorny (en russe : Алекса́ндр Панкра́тов-Чёрный), né Gouzev le 28 juin 1949 à Konevo dans le Kraï de l'Altaï, est un acteur soviétique et russe, nommé artiste du peuple de la fédération de Russie en 2009.

## Biographie
Alexandre Pankratov-Tcherny vient d'une famille de cosaques, fils de Vassili Gouzev et Agrippine Tokoreva-Pankratova.
En 1968, il est diplômé de l'école de théâtre Gorki, atelier de Nikolai Khlibko.
En 1968-1971, il travaille comme acteur au Théâtre dramatique de Penza.
En 1976, il est diplômé du département de réalisation de VGIK, l'atelier d'Efim Dzigan. Immédiatement après avoir obtenu son diplôme du VGIK, il est enrôlé dans les rangs des forces armées de l'URSS. Il sert dans la 2e division de fusiliers motorisés de la Garde en tant que mitrailleur.
Il adopte le préfixe de son nom de famille afin de se distinguer de l'autre Alexandre Pankratov, son camarade d'études.
Il tient son premier rôle au cinéma dans Sibériade d'Andreï Kontchalovski en 1979.
Dans les années 1980 et 1990,, il joue dans de nombreux films, participe aux programmes télévisés Perroquet blanc et La Roue de l'Histoire. Invité régulièrement au jury du jeux KVN.
Également connu comme poète. Il commence à écrire ses premiers poèmes dans les années 1960. Membre de l'Union des écrivains de Russie.
Il est nommé Artiste du peuple de la fédération de Russie en 2009.

## Filmographie partielle
Cinéma
- 1978 : Sibériade (Сибириада) de Andreï Kontchalovski : Sacha
- 1983 : Nous sommes du jazz (Мы из джаза) de Karen Chakhnazarov : Stepan Grouchko
- 1984 : Romance cruelle (Жестокий романс) d'Eldar Riazanov : Ivan Semionovski
- 1985 : La Bataille de Moscou (Битва за Москву) de Iouri Ozerov : capitaine Kiyachko
- 1985 : Soir d'hiver à Gagra (Зимний вечер в Гаграх) de Karen Chakhnazarov : Arkadi
- 1986 : Le Coursier (Курьер) de Karen Chakhnazarov : Stépan
- 1987 : Où se trouve nofelet ? (Где находится нофелет?) de Gerald Bejanov : Guennadi
- 1987 : Mélodie oubliée pour une flûte (Забытая мелодия для флейты) d'Eldar Riazanov : Sacha
- 1990 : Dix ans sans droit au courrier (ru) (Десять лет без права переписки) de Vladimir Naoumov : Kolia
- 1991 : Promesse du ciel (Небеса обетованные) de Eldar Riazanov : Sidorchuk
- 1995 : Chirli-Myrli (Ширли-мырли) de Vladimir Menchov : garde du corps
- 2012 : Rjevski contre Napoléon (Ржевский против Наполеона) de Marius Balčiūnas : adjudant

Télévision
- 2005 : Le Maître et Marguerite (Мастер и Маргарита) de Vladimir Bortko : Stepan Likhodeïev
- 2016 : La Cuisine (Кухня) de Dmitri Diatchenko : Valentin Petrovitch